# Nemophila sayersensis
Nemophila sayersensis är en strävbladig växtart som beskrevs av B.B.Simpson, Neff och Helfgott. Nemophila sayersensis ingår i släktet kärleksblomstersläktet, och familjen strävbladiga växter. Inga underarter finns listade i Catalogue of Life.